# アキラ・イオアネ
アキラ・イオアネ（Akira Ioane、1995年6月16日 - ）は、JAPAN RUGBY LEAGUE ONE花園近鉄ライナーズに所属しているラグビーユニオンの選手。

## プロフィール
- 東京都出身[1]。
- ポジションはフランカー(FL)。
- 身長 194cm、体重 113kg[2]
- 父のエディーは元ラグビー選手(元サモア代表)で弟のリーコはラグビー選手[3]で従兄弟のヴィンス・アソもラグビー選手[4]。
- マオリ・オールブラックスに選ばれたことがある[5]。
- ニュージーランド代表キャップは22（2024年7月現在）。
- 7人制ニュージーランド代表に選ばれたことがある。
- 名前の「アキラ」は父が現役時代所属したリコー監督の子どもの名前にちなんで名付けられた[6]。

## 略歴
出典
オークランドを経て、2015年にブルーズに加入。
2014年から2016年にかけて、リオ五輪の7人制ニュージーランド代表に選ばれた。
2015年には、U20ニュージーランド代表に選ばれた。
2015年から2018年にかけて、また2023年に、マオリ・オールブラックスに選手された。
2017年から2023年まで、オールブラックス（ニュージーランド代表）に選出。
2024年7月、花園近鉄ライナーズに入団。同年12月21日に行われたJAPAN RUGBY LEAGUE ONE第1節シャトルズ愛知戦にて途中出場でリーグワン公式戦初出場を果たした。